# Комнен Андрич
Комнен Андрич (серб. Комнен Андрић / Komnen Andrić; нар. 1 липня 1995, Новий Пазар) — сербський футболіст, нападник хорватського клубу «Рієка».

## Клубна кар'єра
Народився 1 липня 1995 року в місті Новий Пазар. Вихованець футбольної школи клубу «Раднички» (Крагуєваць). Дорослу футбольну кар'єру розпочав 2013 року в основній команді того ж клубу, в якій провів один сезон, взявши участь у 24 матчах чемпіонату. 27 лютого 2013 року нападник дебютував у Суперлізі Сербії, вийшовши на заміну в матчі з «Радом». 17 серпня того ж року Комнен відзначився першим забитим м'ячем у грі з «Напредаком».
Своєю грою за цю команду привернув увагу представників тренерського штабу клубу ОФК (Белград), до складу якого приєднався наприкінці літнього трансферного вікна 2014 року. Перший матч у новій команді нападник провів 29 жовтня 2014 року проти «Партизана». 19 липня 2015 року Комнен відзначився дебютним забитим м'ячем, відкривши рахунок у грі з «Црвеною Зведою», 21 травня 2016 року нападник відзначився дублем у ворота «Ягодини». Всього в сезоні 2015/16 Комнен взяв участь в 26 іграх чемпіонату і забив 7 м'ячів, ставши найкращим бомбардиром команди, але ОФК, зайнявши 15 місце, залишив вищий футбольний дивізіон Сербії.
В липні 2016 року уклав контракт з португальським «Белененсешем». Втім у новій команді закріпитись не зумів і 9 лютого 2017 року він був відданий в оренду в литовський «Жальгіріс», де і закінчив сезон .
31 серпня 2017 року став гравцем «Інтера» (Запрешич). У складі «Інтера» був одним з головних бомбардирів команди, маючи середню результативність на рівні 0,53 голу за гру першості, а також був призначений капітаном команди, ставши першим сербським капітаном в історії Хорватської першої футбольної ліги.
У серпні 2018 року Андрич відхилив пропозицію від загребського «Динамо» (Загреб), втім вже 19 січня 2019 року таки підписав контракт зі столичною командою на п'ять років, перейшовши за 1 млн євро. Андрич став першим сербським футболістом, який зіграв за «Динамо» (Загреб) з моменту розпаду Югославії. 24 лютого 2019 року він забив свій перший гол за «Динамо» у гра проти «Осієка» (3:0) і в тому ж році став з командою чемпіоном Хорватії.
У серпні 2024 року Андрич приєднався до хорватського клубу «Рієка», з яким підписав дворічний контракт.

## Виступи за збірну
2014 року провів два матчі у складі юнацької збірної Сербії (U-20), відзначившись одним забитим голом.

## Титули і досягнення
- Чемпіон Хорватії (2):

«Динамо»: 2018-19, 2021-22
- Володар Суперкубка Хорватії (1):

«Динамо»: 2022